# David A. Keene
David A. Keene, född 20 maj 1945 i Rockford, Illinois, är en amerikansk politiker och lobbyist. Han var ordförande för American Conservative Union, som är USA:s största och äldsta medlemsbaserade konservativa organisation, från 1984 till 2011. Han var ordförande för National Rifle Association från 2011 till 2013.
David Keene tog examen vid University of Wisconsin Law School och har varit forskardocent vid Harvard University. 
Valdes till ordförande för Young Americans for Freedom 1969. Efter sina studier var han först politisk sekreterare åt vicepresidenten Spiro Agnew och sedan åt, Conservative Party of New Yorks hittills enda senator, James Buckley.
Han arbetade så som regional koordinator åt Ronald Reagans primärvalskampanj 1976 och som politisk analytiker åt George H. W. Bush primärvalskampanj 1980. Han var även rådgivare åt Bob Dole under hans primärvalskampanj 1988 och hans presidentvalskampanj 1996. Som kuriosa kan nämnas att inga av dessa kampanjer var lyckosamma.